# Helena Fibingerová
Helena Fibingerová (uitspraak IPA ˈɦɛlɛna ˈfɪbɪŋɡɛrovaː) (Víceměřice, 13 juli 1949) is een voormalige Tsjecho-Slowaakse atlete, die was gespecialiseerd in het kogelstoten. Ze nam tweemaal deel aan de Olympische Spelen en won hierbij een bronzen medaille. In 1983 werd zij de allereerste wereldkampioene kogelstoten, nadat zij eerder dat jaar in dat metier haar zesde van in totaal acht Europese indoortitels had veroverd. In eigen land werd zij niet minder dan 29 maal nationaal kampioene, veertien maal indoor en vijftien maal outdoor. Zij was ook de eerste vrouw ter wereld die de kogel voorbij de 22 meter stootte.

## Biografie

### Jeugd
Fibingerová kwam reeds op de lagere school in aanraking met de atletieksport door een alerte sportleraar, die wel wat in haar zag en haar aanmeldde bij een plaatselijke atletiekvereniging. Sindsdien ontwikkelde Fibingerová zich gestaag, waarna zij reeds op zestienjarige leeftijd in Zuid-Moldavië haar eerste titel veroverde. Twee jaar later maakte zij deel uit van het nationale team van Tsjecho-Slowakije en versloeg zij in een interlandwedstrijd tegen Hongarije haar beide Hongaarse tegenstandsters met een recordworp van 14,60 m. In 1969 veroverde zij haar eerste nationale indoortitel en nomineerde zij zich bij een interlandwedstrijd tegen Zweden in Praag met een persoonlijk record van 16,01 voor de Europese kampioenschappen atletiek in Athene. Hier eindigde zij als tiende met een beste kogelstoot van 15,22.

### Nationaal recordhoudster
In 1970 werd Fibingerová, naast opnieuw nationaal indoorkampioene, ook voor het eerst kampioene kogelstoten in de buitenlucht, de eerste van in totaal vijftien nationale titels. Ook werd ze dat jaar voor het eerst nationaal recordhoudster met een stoot van 16,32 bij een wedstrijd in Ostrava en verwierf zij zich een vaste plek in de nationale landenploeg van Tsjecho-Slowakije. Ze liep in die periode ook tegen haar eerste blessure aan.

### Twee Olympische Spelen, eenmaal brons
Haar olympisch debuut maakte Fibingerová in 1972, waarbij ze met 18,81 genoegen moest nemen met een zevende plaats. Vier jaar later behaalde ze op de Olympische Spelen van 1976 in Montreal een bronzen medaille.

### Eerste wereldkampioene ooit
In 1983 behaalde Helena Fibingerová het grootste succes van haar sportcarrière door bij de wereldkampioenschappen in Helsinki het onderdeel kogelstoten te winnen. Met een beste poging van 21,05 versloeg ze de Oost-Duitse atletes Helma Knorscheidt (zilver; 20,70) en Ilona Slupianek (brons; 20,56). Het was de eerste aflevering van deze wereldkampioenschappen en dus werd de Tsjecho-Slowaakse de allereerste wereldkampioene kogelstoten. In Europa had Fibingerová toen al zes Europese indoortitels op haar conto geschreven en daar zouden er in de volgende jaren nog twee bijkomen.

### Als eerste voorbij de 22 meter
Fibingerová verbeterde verschillende wereldrecords. Zij was ook de eerste die in 1977 de kogel voorbij de 22 meter wist te stoten, eerst indoor met 22,50 en vervolgens outdoor met 22,37. Dit wereldrecord stond tot 2 mei 1980, toen de Oost-Duitse atlete Ilona Slupianek het met 4 cm verbeterde. Het wereldindoorrecord, dat ze vestigde op 19 februari 1977 in Jablonec, heeft zij echter nog in handen (peildatum 2019).
Na afloop van haar atletiekloopbaan had Fibingerová een bakkerij in Uherský Ostroh. Daarnaast leidde ze het marketingbureau van de Tsjechische atletiekbond en was ze lid van de Tsjechische televisieraad. Tijdens haar carrière was ze aangesloten bij VŽKG Vítkovice.

## Titels
- Wereldkampioene kogelstoten - 1983
- Europees indoorkampioene kogelstoten - 1973, 1974, 1977, 1978, 1980, 1983, 1984, 1985
- Tsjecho-Slowaaks kampioene kogelstoten - 1970 t/m 1979, 1981 t/m 1985
- Tsjecho-Slowaaks indoorkampioene kogelstoten - 1969 t/m 1975, 1977, 1978, 1981, 1982, 1985, 1986, 1987

## Persoonlijke records
| Onderdeel             | Prestatie           | Datum            | Plaats   |
| --------------------- | ------------------- | ---------------- | -------- |
| kogelstoten (outdoor) | 22,32 m (ex-WR; NR) | 20 augustus 1977 | Nitra    |
| kogelstoten (indoor)  | 22,50 m (WR)        | 19 februari 1977 | Jablonec |

## Wereldrecords
| Onderdeel            | Afstand | Datum             | Plaats     |
| -------------------- | ------- | ----------------- | ---------- |
| kogelstoten          | 21,57 m | 21 september 1974 | Gottwaldov |
| kogelstoten          | 21,99 m | 26 juli 1976      | Opava      |
| kogelstoten (indoor) | 22,50 m | 19 februari 1977  | Jablonec   |
| kogelstoten          | 22,32 m | 20 augustus 1977  | Nitra      |

## Prestaties
| Jaar | Wedstrijd         | Plaats        | Resultaat | Extra |
| ---- | ----------------- | ------------- | --------- | ----- |
| 1969 | EK                | Athene        | 10e       |       |
| 1973 | EK indoor         | Rotterdam     | 1e        |       |
| 1974 | EK indoor         | Göteborg      | 1e        |       |
|      | EK                | Rome          | 3e        |       |
| 1975 | EK indoor         | Katowice      | 2e        |       |
| 1976 | Olympische Spelen | Montreal      | 3e        |       |
| 1977 | EK indoor         | San Sebastián | 1e        |       |
| 1978 | EK indoor         | Milaan        | 1e        |       |
|      | EK                | Praag         | 2e        |       |
| 1980 | EK indoor         | Sindelfingen  | 1e        |       |
| 1981 | EK indoor         | Grenoble      | 2e        |       |
| 1982 | EK indoor         | Milaan        | 2e        |       |
|      | EK                | Athene        | 2e        |       |
| 1983 | EK indoor         | Boedapest     | 1e        |       |
|      | WK                | Helsinki      | 1e        |       |
| 1984 | EK indoor         | Göteborg      | 1e        |       |
| 1985 | EK indoor         | Athene        | 1e        |       |

1983 Helena Fibingerová ·
1987 Natalja Lisovskaja ·
1991 Huang Zhihong ·
1993 Huang Zhihong ·
1995 Astrid Kumbernuss ·
1997 Astrid Kumbernuss ·
1999 Astrid Kumbernuss ·
2001 Janina Koroltsjik ·
2003 Svetlana Kriveljova ·
2005 Nadzeja Astaptsjoek ·
2007 Valerie Vili ·
2009 Valerie Vili ·
2011 Valerie Adams ·
2013 Valerie Adams ·
2015 Christina Schwanitz ·
2017 Gong Lijiao ·
2019 Gong Lijiao ·
2022 Chase Ealey ·
2023 Chase Ealey
- World Athletics: 14353186
- International Standard Name Identifier: 0000 0000 7902 2309
- Library of Congress Control Number: n80141857
- Nationale Bibliotheek van Tsjechië: xx0010609
- Virtual International Authority File: 85369701
- WorldCat: E39PBJcBYmTmy9xGCYDCRbH3cP